# Гетто в Любче (Гродненская область)
Гетто в Лю́бче (август 1941 — 13 июня 1942) — еврейское гетто, место принудительного переселения евреев поселка Любча Новогрудского района Гродненской области и близлежащих населённых пунктов в процессе преследования и уничтожения евреев во время оккупации территории Белоруссии войсками нацистской Германии в период Второй мировой войны.

## Оккупация Любчи и создание гетто
В поселке Любча накануне войны 90 % населения составляли евреи — около 3000 человек. Немецкие войска заняли Любчу 26 июня 1941 года, и оккупация продлилась до 8 июля 1944 года.
После оккупации в поселке разместилась ортскомендатура во главе с комендантом-оберлейтенантом Мартином Кноблаухом, полиция, жандармерия (начальник — Вайт Бруков, помощник начальника — Берк), местная полиция из коллаборационистов (начальник — Борис Куницкий, заместители — Николай Каморник и Пётр Бедун), бургомистром Любчи стал Антон Мурашка. Комендантом полиции посёлка вызвался быть Викентий Комар.
Немцы очень серьёзно относились к возможности еврейского сопротивления, и поэтому в первую очередь убивали в гетто или ещё до его создания евреев-мужчин в возрасте от 15 до 50 лет — несмотря на экономическую нецелесообразность, так как это были самые трудоспособные узники. По этой причине сразу после создания органов оккупационной администрации в Любчу приехали немцы, собрали евреев на Рыночной площади, забрали 50 человек якобы на работы, увезли их и впоследствии расстреляли в Новогрудке за военными казармами. Вероятнее всего, это убийство произошло 8 декабря 1941 года.
Евреям приказали нашить желтые шестиконечные звезды на верхней одежде и переселиться в дома около синагоги. Так в августе 1941 года немцы, реализуя нацистскую программу уничтожения евреев, создали Любчанское гетто. Всего на территории гетто оказалось около 30 домов.
Для контроля за исполнением своих приказов немцы заставили евреев организовать юденрат во главе Хаимом Бруком и еврейскую полицию.
Поздней осенью 1941 года в Любчанское гетто перевели евреев из соседней деревни Делятичи, и заместителем Хаима Брука стал Берл Янкелевич.
Также осенью 1941 года 150 евреев из Любчи перевели в деревню Дворец на строительство аэродрома.
15 марта 1942 года немцы обязали юденрат выполнить приказ о сдаче властям всех домашних животных, даже цыплят.
1 апреля 1942 года 125 евреев с семьями отправили в Новогрудок — всего около 500 человек. А вскоре ещё около 600 человек отправили в деревню Малые Воробьевичи на строительство дороги Любча-Новогрудок.

## Уничтожение гетто
Через несколько дней после праздника Песах в 1942 году в Любчу приехали гестаповцы, которые арестовали и расстреляли начальников еврейской полиции и юденрата.
Весной 1942 года недалеко от кладбища были расстреляны 375 евреев.

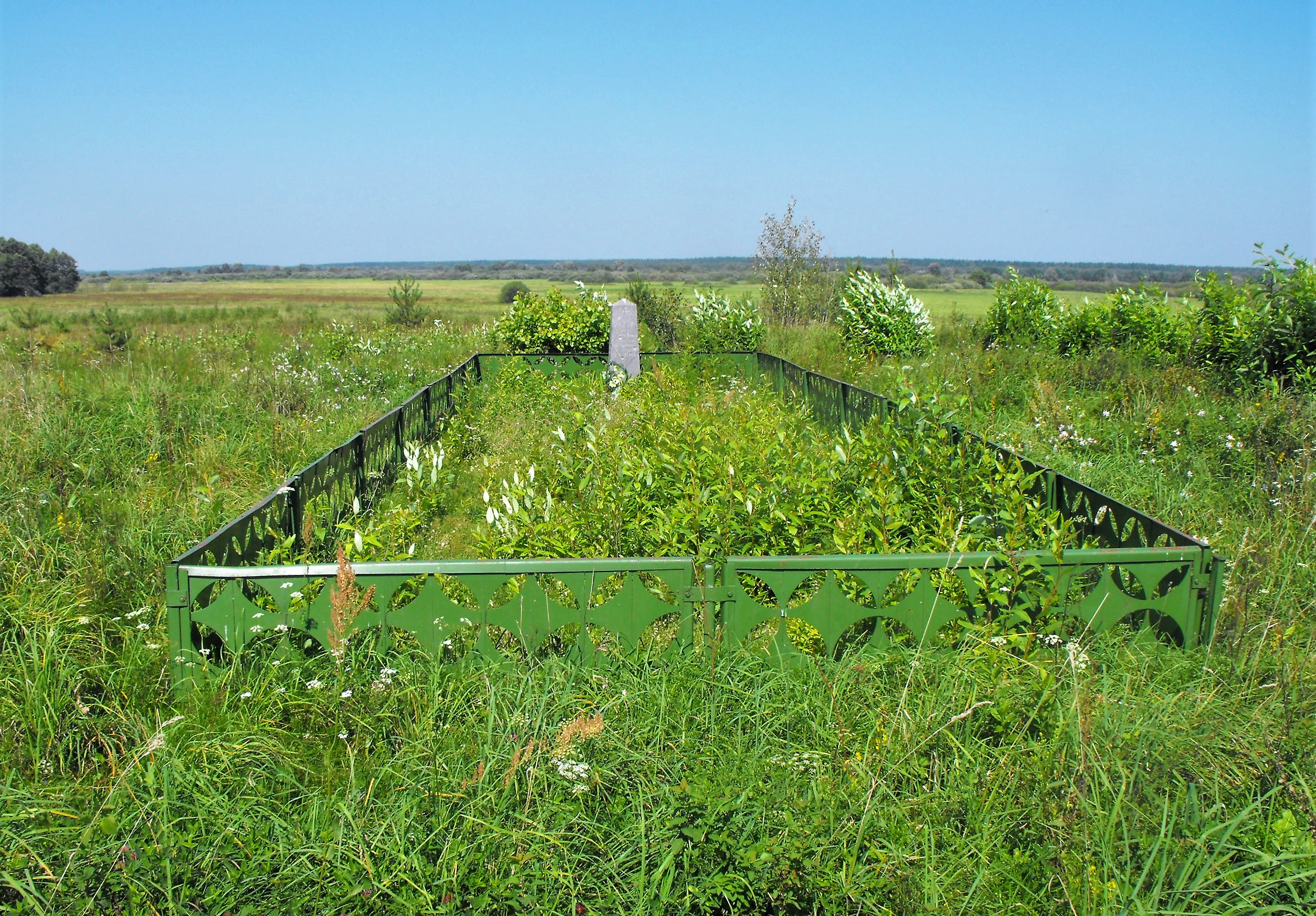
Место массового убийства нацистами 375 евреев около любчанского кладбища

13 июня 1942 года убили последних евреев — 1532 (1531) человека, из которых женщин — 301, детей — 660. «Акция» (таким эвфемизмом нацисты называли организованные ими массовые убийства) была проведена силами литовского карательного отряда с участием местных полиции и жандармерии, гарнизона Вселюб и Вересково. Обречённых людей заставили самих вырыть себе братскую могилу, перед расстрелом раздели и прикладами и палками загнали в яму. Яма была забросана землёй, несмотря на то, что многие из жертв были ещё живыми.
Часть любчанских евреев была расстреляна в деревне Малые Воробьевичи (между Новогрудком и Любчей, Осташинский сельсовет).

## Организаторы и исполнители убийств
Руководили убийствами комендант Любчанской ортскомендатуры оберлейтенант Мартин фон Кноблаух, начальник полиции и жандармерии Вайт Бруков, помощник начальника жандармерии Берк. Переводчиком был Бошко Иван.

## Память
В 1958 году на могиле жертв геноцида евреев в Любче был установлен обелиск.